# Pełnia (album Magdy Steczkowskiej i Indigo)
Pełnia – trzeci album studyjny Magdaleny Steczkowskiej nagrany wraz z zespołem Indigo, wydany 21 lutego 2012 roku przez wytwórnię płytową Universal Music Polska. Album zawiera 11 premierowych kompozycji, a jego pierwszym promującym singlem został utwór „Ten moment”, do którego nakręcono teledysk. 

## Lista utworów
Opracowano na podstawie materiału źródłowego.
1. „Nie prowokuj mnie”
2. „0-1 dla niej”
3. „Ten moment”
4. „Zapamiętam”
5. „Ja-Ty-Ona”
6. „Droga”
7. „Pierwszy raz”
8. „Ślad”
9. „Niczego więcej”
10. „Biały puch”
11. „Pewność”